# Мста (посёлок)
Мста́ — посёлок в Мстинском сельском поселении Удомельского района Тверской области, расположенный в месте впадения в реку Мсту Порфенки. Построен при одноимённой железнодорожной станции IV класса на линии Бологое — Сонково, по которой и назван.